# Храм Космы и Дамиана (Муром)
Храм Космы и Дамиана — православный храм Муромской епархии Русской православной церкви, находящийся в городе Муроме, Владимирской области. Старейшее сохранившееся в городе здание.

## История
Согласно преданию, Космодемьянская церковь построена по повелению царя Ивана Грозного. В 1552 году царь во время похода на Казань остановился в Муроме и поклялся, что если поход окончится успехом, то в городе будут воздвигнуты каменные храмы над мощами муромских святых князей Константина, Михаила, Федора, а также Петра и Февронии. Спустя три года царь прислал в Муром мастеров-каменщиков, которые построили несколько белокаменных церквей. На берегу Оки, там где с 10 по 20 июля 1552 года стоял царский шатер и откуда Иван Грозный наблюдал за переправой войск, знаменитые зодчие Барма и Постник воздвигли храм Космы и Дамиана.
По версии писцовой описи, которая была составлена В. Д. Бартеневым в 1637 году, церковь Космы и Дамиана была «мирской», то есть построенной на деньги посадских людей — жителей Мурома. В описи, составленной Бартеневым, говорится:
Да за городомъ же на посаде у Оки реки на берегу въ Подокстовье монастырь девичий Козьмодемьянский, а на монастыре церковь каменная великихъ чудотворцевъ Козьмы и Домиана, а другая теплая деревянная церковь великие Христовы мученицы Екатерины с приделом св. Московских чудотворцев: Петра, Алексия и Ионы. Св. местных икон – 11, книг печатных и письменных – 29, колоколов – 4, весу 8 пудов. По малому числу келий, коих было только – 3, и по неимению настоятельницы, монастырь был уже в упадке и лугами монастырскими владел священник Максим.
Храм Космы и Дамиана представляет собой кубический одноапсидный храм, венчавшийся многогранным шатром сложной конструкции. Первоначальная высота шатра составляла 12 метров. Храм был освящен в 1565 году.
В 1868 году смещение грунтов на берегу Оки привело к обрушению шатра храма. Церковная утварь была перенесена в храм Смоленской иконы Божией Матери. Только в 1901 году в храме Космы и Дамиана была поставлена крыша. В СССР неоднократно предлагались проекты реконструкции храма, но они так и не были осуществлены. В 1995 году храм был возвращен Русской православной церкви. 
Шатёр отстроен (в сильно искажённом виде) в 2009—2010 гг. по проекту владимирского архитектора В. М. Анисимова. Средства на реконструкцию были выделены муромским Троицким монастырем.

## Галерея

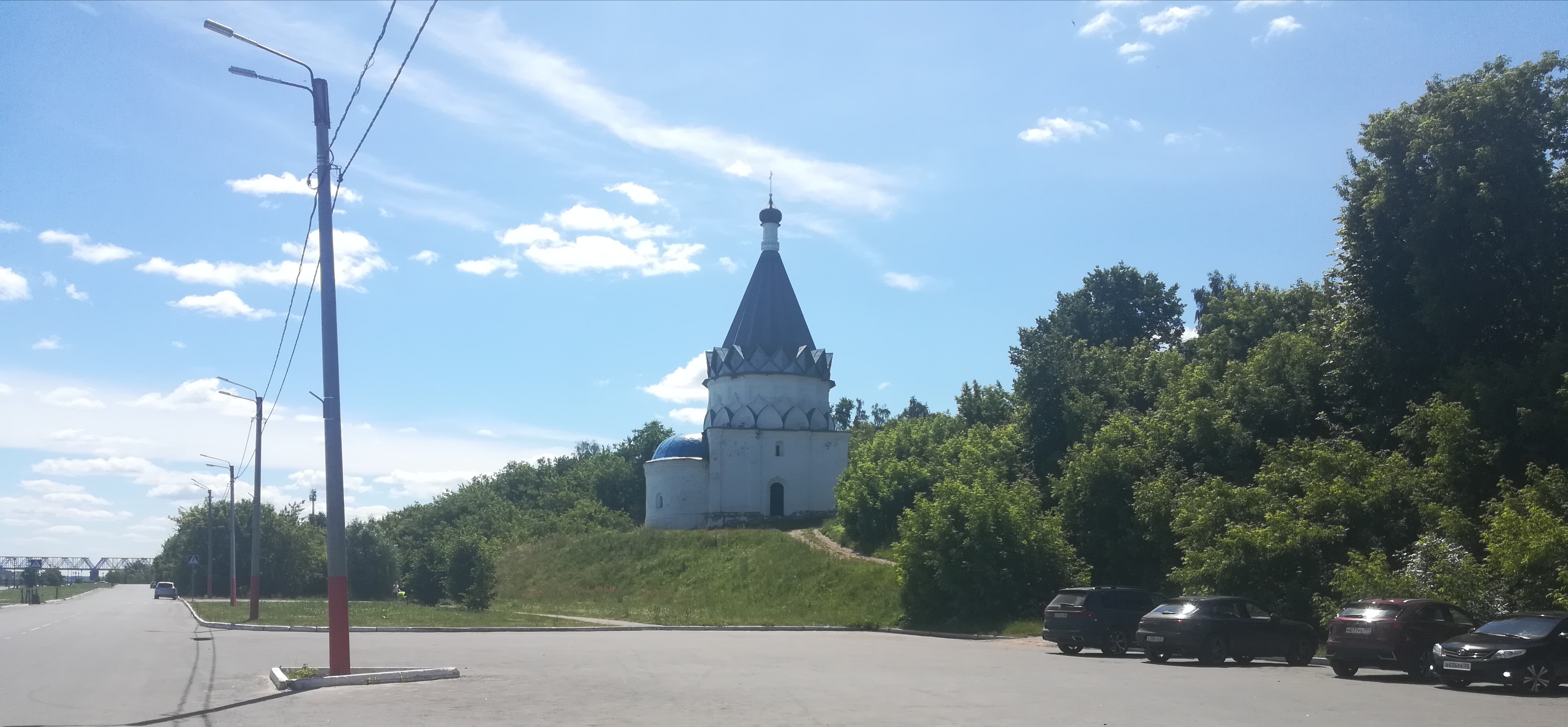
Вид храма с набережной Оки
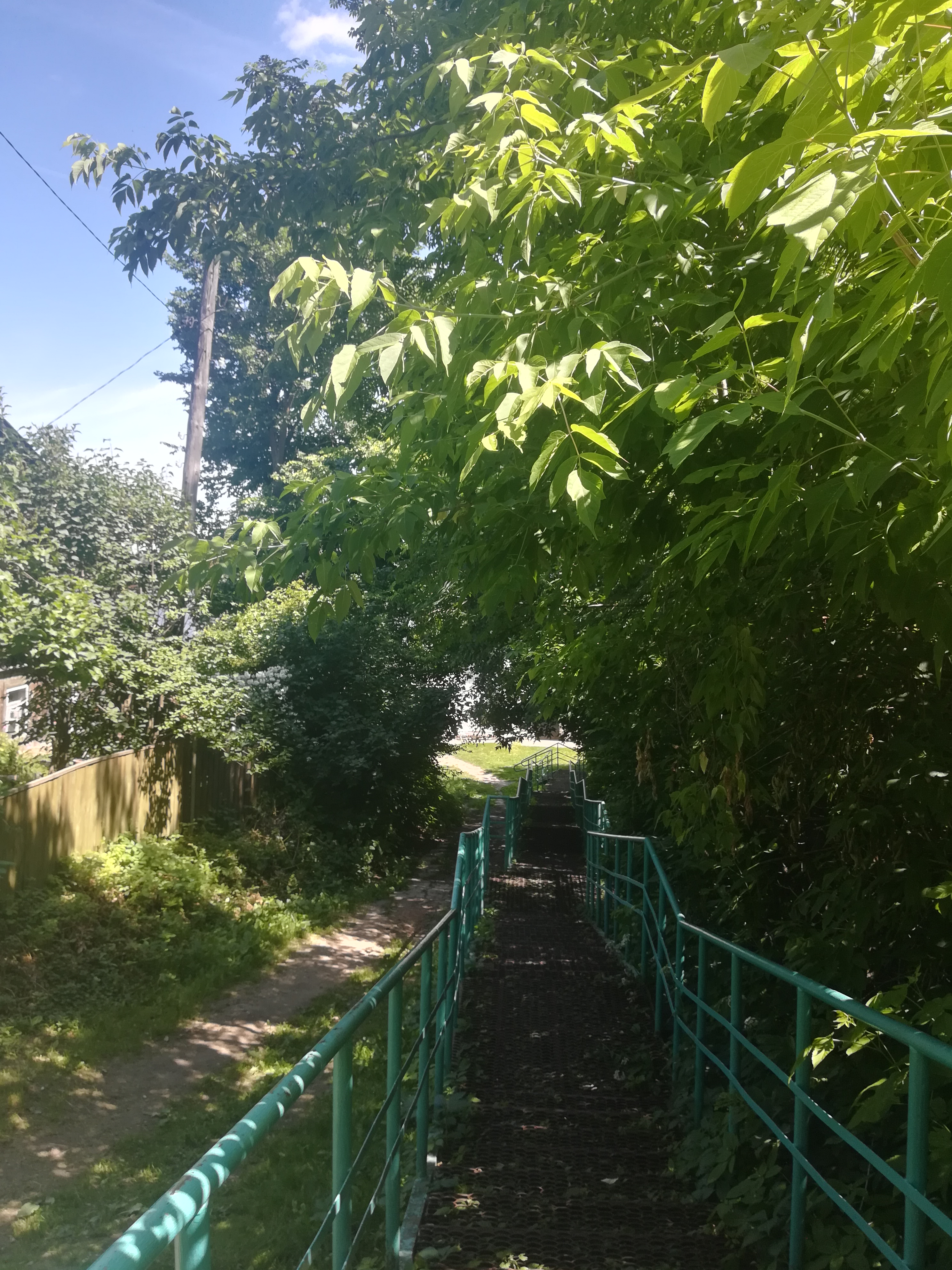
Спуск к храму с улицы Губкина